# Усольцев, Василий Иванович
Усо́льцев Василий Иванович (род. 1963) — депутат Государственной думы России четвёртого и пятого созывов от Приморского края, первый вице-губернатор Приморского края по вопросам финансов, экономики и развития предпринимательства, промышленности, транспорта, дорожного хозяйства, земельных и имущественных отношений (2015—2017).

## Биография
Родился 15 марта 1963 года в городе Дальнегорске Приморского края.
В 1986 году Василий Усольцев закончил Дальневосточный политехнический институт (ДВПИ), факультет «Радиоэлектроника и приборостроение», после чего получил распределение в закрытый научно-исследовательский институт «Берег».
В 1990 году, используя накопленный в НИИ опыт, организовал предприятие, работавшее в сфере высоких технологий.
В 1998 году, став директором Свинцового завода «Дальполиметалл», вплотную занялся вопросом восстановления производственного потенциала всего горно-металлургического комплекса «Дальполиметалл» и предложил коллективу программу выведения предприятия из кризиса. Программа была поддержана и в 2001 году на базе ГМК «Дальполиметалл» было создано ООО «Управляющая компания «Дальполиметалл». Василий Усольцев был выбран его президентом.
В 2002 году Василий Усольцев был избран депутатом Законодательного Собрания Приморского края. Работал в комитете по экономической политике и собственности. Инициировал разработку законов об основах промышленной политики Приморского края, о государственной поддержке личных подсобных хозяйств в Приморском крае, был соавтором программы «Молодая семья», направленной на обеспечение жильём молодых семей Приморского края.
В 2003 году избран депутатом Государственной Думы IV созыва по Арсеньевскому одномандатному избирательному округу № 51, с января 2004 года — заместитель председателя Комитета по проблемам Севера и Дальнего Востока.
В 2007 году он закончил Дипломатическую академию МИД России.
Член ВПП «Единая Россия» с 1 июля 2003 года.
СМИ называли Усольцева «некоронованным королём северного Приморья».
В 2007 году был избран депутатом Государственной думы V созыва в составе федерального списка кандидатов партии «Единая Россия».
27 января 2014 года В. И. Усольцев был назначен вице-губернатором Приморского края по строительству. С 2015 года — первый вице-губернатор Приморского края по вопросам финансов, экономики и развития предпринимательства, промышленности, транспорта, дорожного хозяйства, земельных и имущественных отношений.
29 ноября 2017 года В. И. Усольцев был задержан во Владивостоке силовиками. Его приговорили к двум годам колонии условно и штрафу 500 тысяч рублей за легализацию имущества, полученного преступным путем.

## Семья
Женат, имеет двоих сыновей.

## Награды
- Медаль ордена «За заслуги перед Отечеством» II степени (8 ноября 2007 года) — за заслуги в законотворческой деятельности, укреплении и развитии российской государственности[3]